# Unstrut
Unstrut este un afluent de stânga a fluviului Saale care are o lungime de 192 km. Bazinul hidrologic este situat în landul Turingia și Saxonia-Anhalt.